# Dicksoniaceae
Ver Pteridophyta para una introducción a las plantas vasculares sin semilla
Las dicksoniáceas (nombre científico Dicksoniaceae) son una conocida familia de helechos arborescentes del orden Cyatheales, que en la moderna clasificación de Christenhusz et al. 2011 es monofilética.

## Taxonomía
Introducción teórica en Taxonomía
La clasificación más actualizada es la de Christenhusz et al. 2011 (basada en Smith et al. 2006, 2008); que también provee una secuencia lineal de las licofitas y monilofitas.
- Familia 24. Dicksoniaceae M.R.Schomb., Reis. Br.-Guiana (Ri. Schomburgk) 2: 1047 (1848). Sinónimo: Lophosoriaceae Pic.Serm., Webbia  24: 700 (1970).

3 géneros (Calochlaena, Dicksonia, Lophosoria). Referencias: Churchill et al. (1998), Lehnert (2006), White & Turner (1988).

### ClasificaciónsensuSmithet al.2006
Ubicación taxonómica:
Plantae (clado), Viridiplantae, Streptophyta, Streptophytina, Embryophyta, Tracheophyta, Euphyllophyta, Monilophyta, Clase Polypodiopsida, Orden Cyatheales, familia Dicksoniaceae.
3 géneros:
- Calochlaena
- Dicksonia
- Lophosoria

Cerca de 30 especies.

### Otras clasificaciones
Otras clasificaciones utilizan una clasificación polifilética de Dicksoniaceae, como jaknouse.athens.oh.us:
- Calochlaena
- Cibotium
- Culcita
- Cystodium
- Dicksonia
- Lophosoria
- Thyrsopteris

## Filogenia
Introducción teórica en Filogenia
Monofilético (Korall et al. 2006).
Junto con Cyatheaceae, Cibotiaceae y Metaxyaceae, forman el clado del "núcleo de los helechos arborescentes" ("core tree ferns", ver en Cyatheales).

## Ecología
Terrestres. Distribuidos en el este de Asia, Australasia, el Neotrópico, Santa Helena.

## Caracteres
Con las características de Pteridophyta.
En general arborescentes o con rizomas erectos o ascendentes, rizomas con dictiostelas policíclicas, o solenostelas (Calochaena). Los ápices de los tallos y también las bases peciolares, cubiertos con pelos de una célula de espesor.
Hojas grandes, 2-3 pinadas. Venas simples a bifurcadas, libres.
Soros abaxiales y sin indusio (Lophosoria) o marginales (Calochlaena, Dicksonia). Indusio bivalvo o cupuliforme. La valva adaxial (la externa) formada por el margen reflejo de la lámina, usualmente coloreada diferencialmente.
Esporangios con anillo oblicuo, receptáculos alzados. Usualmente con parafisos filiformes.
Esporas globosas o tetraédricas, con marca trilete.
Número de cromosomas: x = 56 (Calochaena), 65 (Dicksonia, Lophosoria).